# Sabtours
sabtours ist ein oberösterreichisches Touristikunternehmen.

## Geschichte
Das heutige Unternehmen wurde 1961 von Franz Stöttinger und Hans Schierl zu gleichen Teilen gegründet, um die freigewordene Welser Linienkonzession für die Strecke Krankenhaus – Kaiser-Josef-Platz zu erwerben.
Bis dahin wurde diese Linie von der Fa. Schiffelhuber betrieben. Zwei gebrauchte Autobusse wurden ebenfalls von dieser Firma übernommen. Bereits ein Jahr später wurde der erste Reisebus in Betrieb genommen.
1974 erfolgte eine Umfirmierung und Änderung der Rechtsform zur SAB-TOURS Reisebüro und Autobusbetrieb Gesellschaft m. b. H. 1975 wurde der Firmensitz von der Salzburger Straße in die Marcusstraße 4 verlegt. Auf dem neuen Gelände entstand ein Bürogebäude, eine Werkstätte, eine Busabstellhalle und eine Betriebstankstelle.
In den folgenden Jahren wuchs das Unternehmen rasch weiter. Die Entwicklung des Unternehmens kann man in drei Abschnitte einteilen:
- die Aufbauphase des Busbetriebes von 1961 bis ca. 1985
- die Erweiterung der Geschäftstätigkeit zu einem Touristik-Unternehmen von ca. 1973 bis 1989
- die Expansion zum führenden privaten Bus- und Touristikunternehmen in Oberösterreich von 1997 bis heute

Seit dem Generationswechsel in der Geschäftsleitung haben sich die wirtschaftlichen Rahmenbedingungen allgemein, aber besonders auch in der Touristik stark verändert. sabtours konnte sich in dieser Zeit erfolgreich zum größten privaten Touristikunternehmen in OÖ entwickeln.

## Firmenübernahmen
- 1984 Übernahme der Fa. Wasserbauer Busreisen in Rohrbach
- 1997 sabtours übernimmt 75 % Geschäftsanteile der Fa. Kneissl Touristik Studien- und Erlebnisreisen in Lambach
- 2000 Übernahme der Fa. Wickenhauser Busreisen in Linz
- 2001 Übernahme der Fa. Raml Reisen in Linz, ein Reiseveranstalter, Bus- und Reisebürounternehmen
- 2002 Übernahme der Fa. Hipfinger, vormals Englmaier Reisen in Bad Hall
- 2005 Übernahme Fuhrpark und Liegenschaften aus Konkurs der Fa. Rammerstorfer in Linz
- 2008 Übernahme des Busbetriebes der Fa. Windischbauer in Kremsmünster
- 2012 Übernahme der Fa. Sparkassen Reisebüro GmbH mit 6 weiteren Reisebüro-Filialen in OÖ
- 2012 Übernahme der Fa. Hangler Reisen GmbH inkl. dem Busstandort Lohnsburg mit 6 modernen Reisebussen
- 2013 Übernahme von 13 Regionallinien im Umkreis von Wels aufgrund von Ausschreibungen

## Geschäftszweige der Unternehmensgruppe

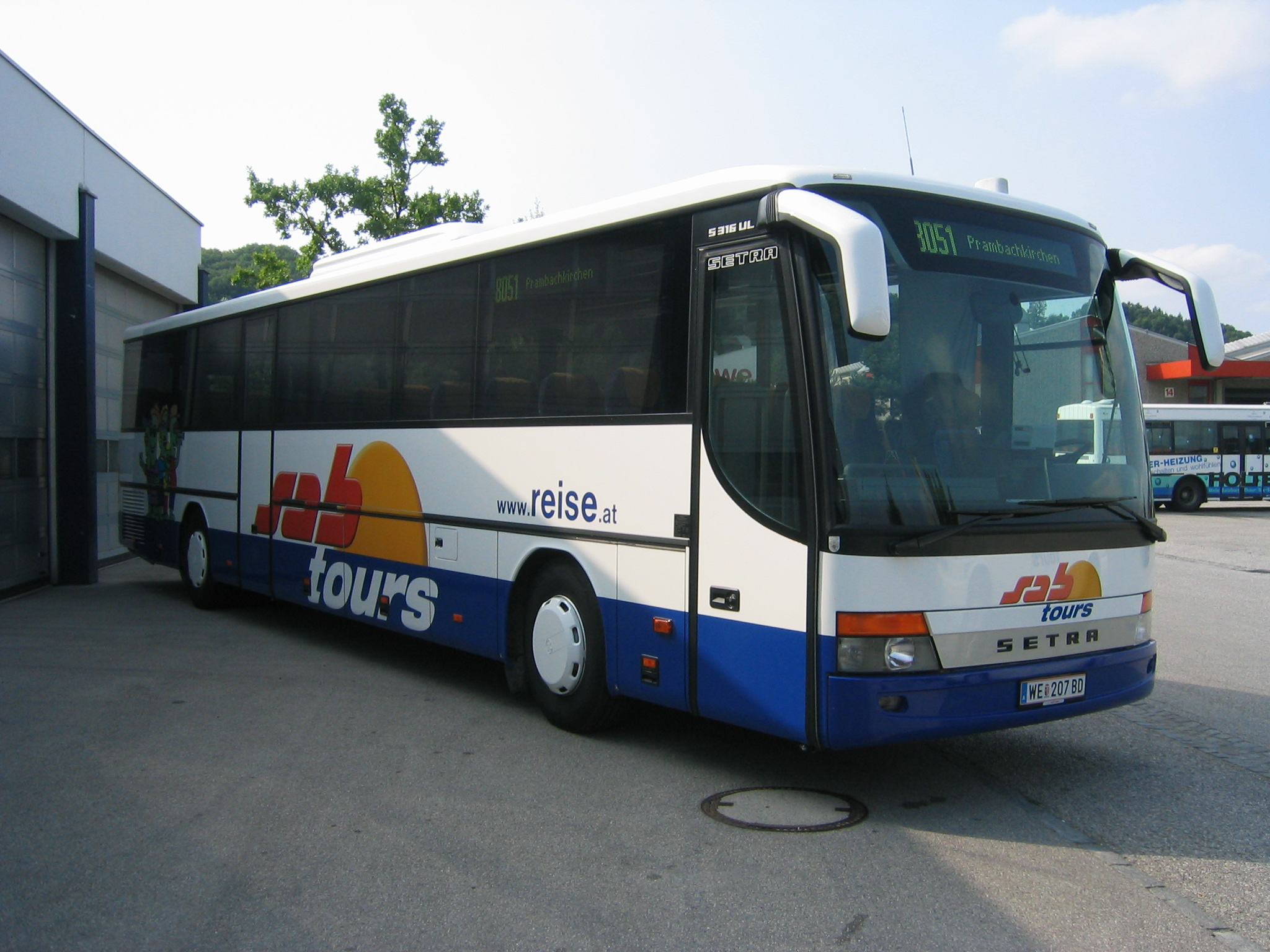
Ein Überlandlinienbus von sabtours

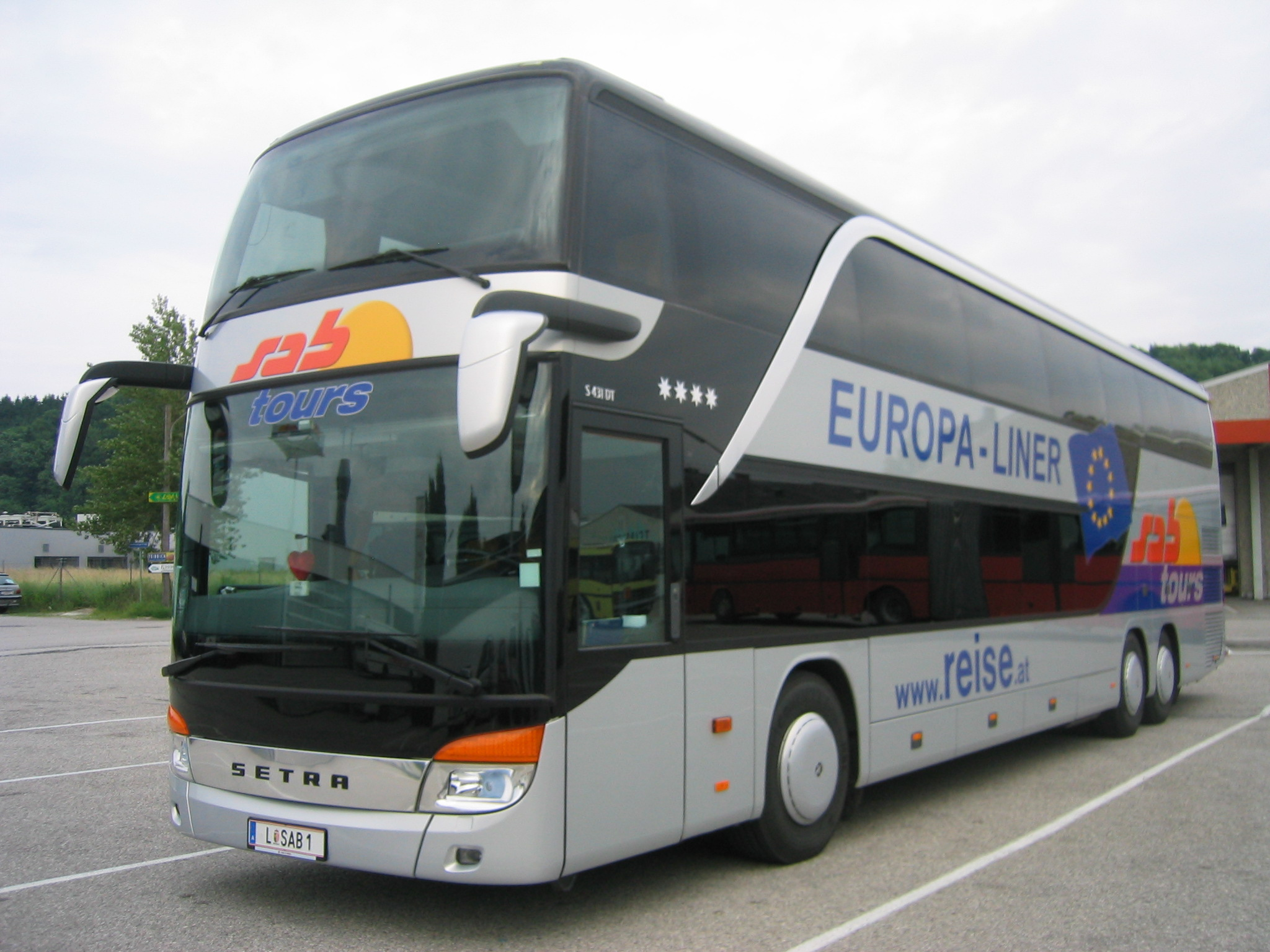
Der Europaliner von sabtours

Die sabtours Touristik-Gruppe ist heute in folgenden Bereichen tätig:
- SAB-TOURS Reisebüro und Autobusbetrieb GmbH:
  - Betreiber des Welser Linienverkehrs
  - Werkstätte für den eigenen Fuhrpark
  - Tankstelle
  - Verwaltung und Geschäftsführung für die gesamte Unternehmensgruppe
- sabtours Touristik GmbH (die Reisebereiche aller Unternehmen wurden in diese Firma zusammengelegt):
  - Kraftfahrlinienunternehmen (Im Auftrag der Linz Linien bzw. der ÖBB-Postbus GmbH fungiert sabtours als Subunternehmen)
  - Reisebüros und ein Kartenbüro
  - Reisebusunternehmen
  - Reiseveranstalter
  - Schulbusunternehmen
- Kneissl Touristik GmbH:
  - Reisebüro
  - Reiseveranstalter

## Wels Linien
- 33 Linienbusse

Das neue Logo der Linie Wels. Seit 2007 in Verwendung. Der grüne Tropfen weist auf den Betrieb mit Biodiesel hin. Deshalb der Slogan „Reines Fahrvergnügen“.

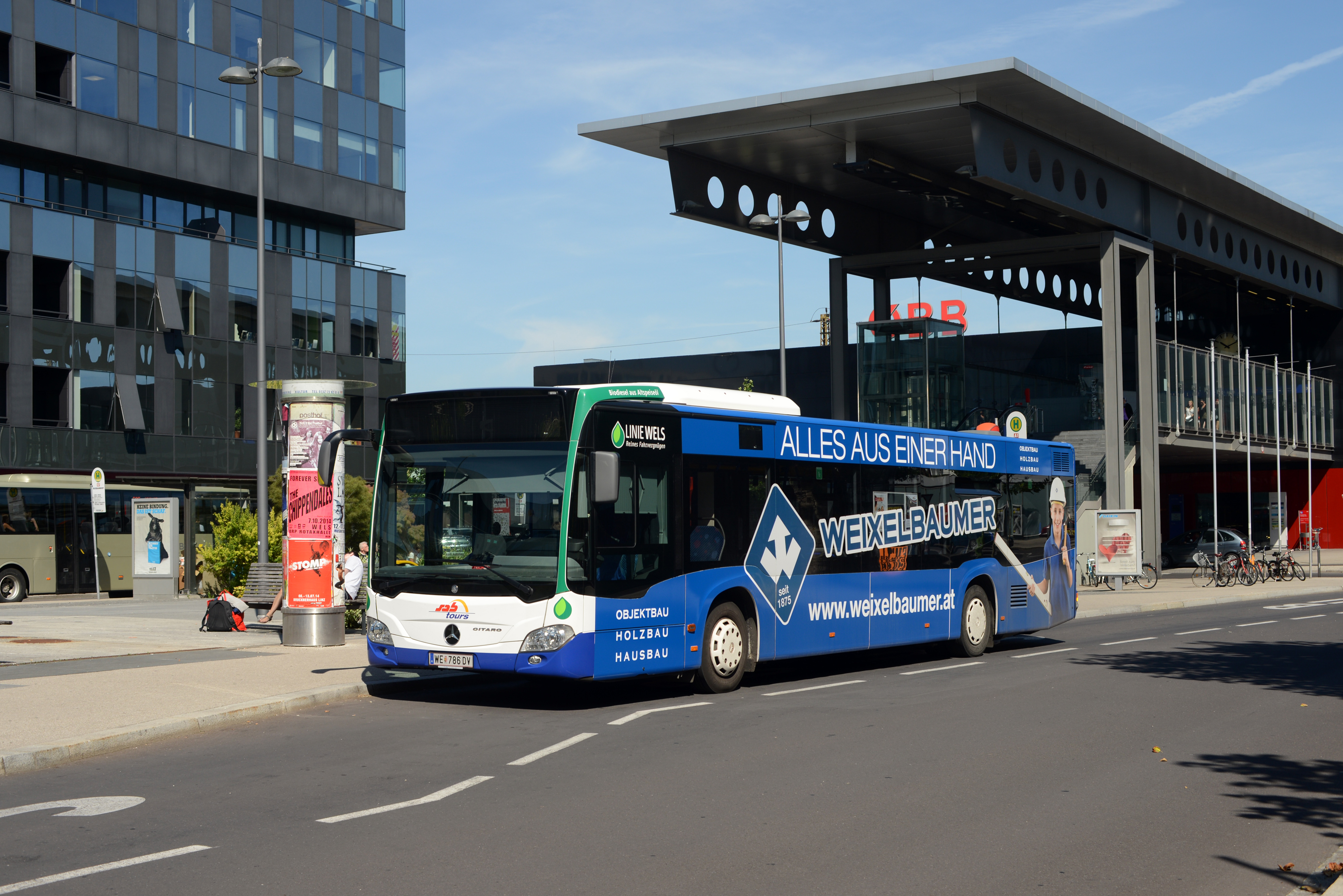
Mercedes Citaro 2 beim Welser Hauptbahnhof

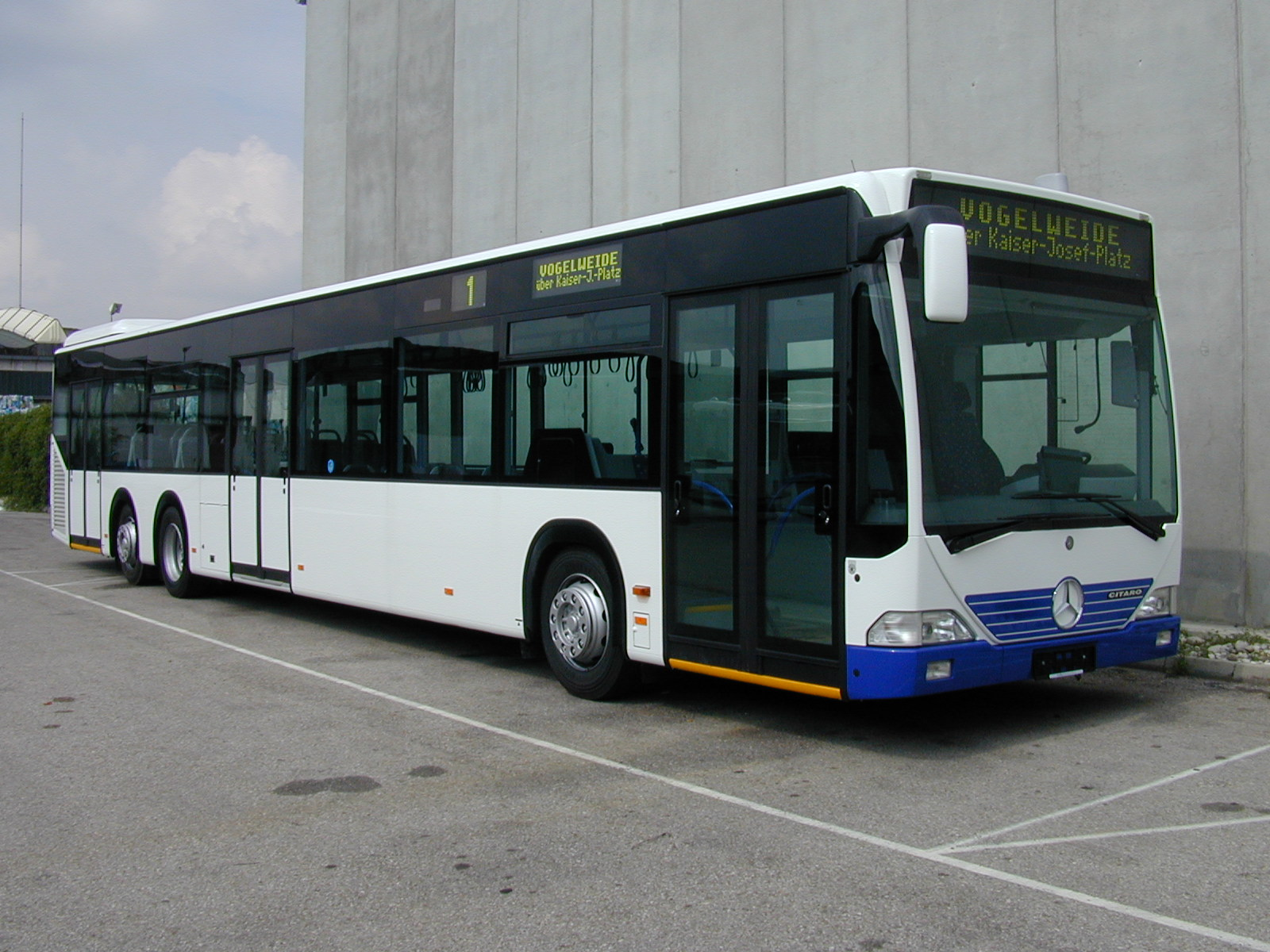
2001 gekaufter Linienbus

  - 6 Niederflurbusse Mercedes O 405 N2
  - 5 Niederflurgelenkbusse Mercedes O 405 GN
  - 11 Niederflurbusse Mercedes Citaro O 530 N3
  - 5 Niederflurgelenkbusse Mercedes Citaro O 530 N3-G
  - 4 Niederflurbusse Mercedes Citaro O 530 N3-L 3-Achser
  - 2 Überlandlinienbusse Setra

Der Stadtverkehr in Wels, nach Linz die zweitgrößte Stadt Oberösterreichs, wird unter der Marke Linie Wels von SAB-TOURS im Auftrag der Stadt Wels betrieben. Dies ist seit 1961 der Fall, d. h. es handelt sich dabei nicht um einen Privatisierungsvorgang jüngster Zeit; es gab in Wels nie städtische Verkehrsbetriebe. Vor 1961 wurde der Stadtverkehr von der Firma Schiffelhuber betrieben.
2007 wird die Linie Wels Klimabündnis-Betrieb. Der Fuhrpark wird mit Biodiesel, vorwiegend aus Altspeiseöl, betrieben.

## Die Firmengruppe heute
Heute beschäftigt die sabtours Touristik-Gruppe ca. 400 Mitarbeiter. Der Fuhrpark besteht aus 106 Bussen auf 4 Standorten.

## Auszeichnungen
- 2008 Auszeichnung durch das Umweltministerium zum „klima:aktiv-Projektpartner“ aufgrund der Umstellung der Linie Wels auf Biodiesel aus Altspeiseöl – Die klima:aktiv Programme haben alle ein gemeinsames Ziel: weniger CO2-Ausstoß und verstärkte Nutzung erneuerbarer Energieträger.

- 2010 Verleihung des Gütesiegels Nestor Gold von Bundesminister Rudolf Hundstorfer für nachhaltige Verankerung von altersgerechten Arbeitsbedingungen für Busfahrer

- 2010 Verleihung des Gütesiegels 2010–2012 für betriebliche Gesundheitsförderung (BGF) durch Bundesminister Alois Stöger

- 2013 Wiederverleihung des BGF-Gütesiegels 2013–2015 durch Bundesminister Alois Stöger